# Jabłonka (powiat nidzicki)
Jabłonka (niem. Jablonken, w latach 1938–1945 Seehag) – wieś w Polsce położona w województwie warmińsko-mazurskim, w powiecie nidzickim, w gminie Nidzica.
W latach 1954–1961 wieś należała i była siedzibą władz gromady Jabłonka, po jej zniesieniu w gromadzie Napiwoda. W latach 1975–1998 miejscowość należała administracyjnie do województwa olsztyńskiego.
Podczas akcji germanizacyjnej nazw miejscowych i fizjograficznych historyczna nazwa niemiecka Jablonken została w lipcu 1938 zastąpiona przez administrację nazistowską sztuczną formą Seehag.
Na terenie wsi działalność duszpasterską prowadzi filiał parafii w Nidzicy Kościoła Ewangelicko-Augsburskiego, do którego należy drewniany kościół. Budynek został przeniesiony z Olszewa.
Pomiędzy główną drogą a jeziorem Omulew znajduje również czynny cmentarz ewangelicki, założony w końcu XIX wieku.